# Jules Barthélemy-Saint-Hilaire
Jules Barthélemy-Saint-Hilaire, född 19 augusti 1805 i Paris, död 24 november 1895 i Paris, var en fransk filosof och politiker.
Barthélemy-Saint-Hilaire var 1826-1830 redaktör för tidningen Globe, i vilken journalisternas protest mot juliordonnanserna infördes, medarbetade efter julirevolutionen i den oppositionella pressen. Han lämnade 1833 journalistiken för vetenskapen och ägnade sig åter en översättning av Aristoteles samlade arbeten i 28 band, vilken först 1893 var klar. Han erhöll 1837 en professur i grekisk och romersk filosofi vid Collège de France. 
År 1840 innehade Barthélemy-Saint-Hilaire för en kort tid kabinettschefsbefattningen i undervisningsministeriet men framträdde annars inte i politiken förrän efter februarirevolutionen 1848, då han blev sekreterare i den provisoriska regeringen och medlem av den konstituerade nationalförsamlingen, där han bekämpade Louis Eugène Cavaignac och understödde Camille Hyacinthe Odilon Barrot. 
Han protesterade mot statskuppen 1851 med att vägra Napoleon III trohetsed och nedlägga sitt professorsämbete som han trots erbjuden dispens från eden, inte återtog förrän 1862. År 1869 invaldes han som oppositionsman i deputeradekammaren, och blev 1871 medlem av den konstituerade nationalförsamlingen och 1875 medlem av senaten på livstid. Han innehade 1880-81 utrikesministerposten i Jules Ferrys ministär, under vilken tid han bland annat lyckades göra Tunisien till franskt protektorat.
Utöver sin Aristotelesöversättning gjorde Barthélemy-Saint-Hilaire även en rad andra vetenskapliga insatser, och översatte bland annat även Homeros. Hans främsta arbeten behandlar Vedaböckerna, samt buddhismen och dess ställning gentemot kristendomen.